# Потаповский сельсовет (Ленинградская область)
Потаповский сельсовет — низшая административно-территориальная единица Ковжинского района Лодейнопольского округа Ленинградской области Российской Федерации. Административный центр д. Потаповская.
Существовал в 1926—1928 годах.

## История
Потаповский сельский Совет рабочих, крестьянских и красноармейских депутатов образован в 1926 году в составе Чернослободской волости Лодейнопольского уезда Ленинградской губернии. В августе 1927 года после упразднения уездно-губернского деления входил в состав
Ковжинского района Лодейнопольского округа Ленинградской области.
В ноябре 1928 Потаповский сельсовет был ликвидирован  при укрупнении сельсоветов Ленинградской области.

## Инфраструктура
Личное подсобное хозяйство с зоной сельскохозяйственного использования, индивидуальная застройка усадебного типа.